# Hyperolius rwandae
Espèce
Statut de conservation UICN

 LC  : Préoccupation mineure
Hyperolius rwandae est une espèce d'amphibiens de la famille des Hyperoliidae.

## Répartition
Cette espèce est endémique du Rwanda. Sa présence est incertaine au Burundi et en Tanzanie. On la trouve entre 1 300 et 1 800 m d'altitude.

## Étymologie
Son nom d'espèce lui a été donné en référence à son lieu de découverte, le Rwanda.

## Publication originale
- Channing, Hillers, Lötters, Rödel, Schick, Conradie, Rödder, Mercurio, Wagner, Dehling, Du Preez, Kielgast & Burger, 2013 : Taxonomy of the super-cryptic Hyperolius nasutus group of long reed frogs of Africa (Anura: Hyperoliidae), with descriptions of six new species. Zootaxa, no 3620, p. 301–350.